# Otto Fruhner
Otto Fruhner (* 6. September 1893 in Brieg; † 19. Juni 1965 in Villach, Österreich) war ein deutscher Generalmajor, der als Unteroffizier der Fliegertruppe im Ersten Weltkrieg 27 bestätigte Abschüsse erzielte.

## Leben

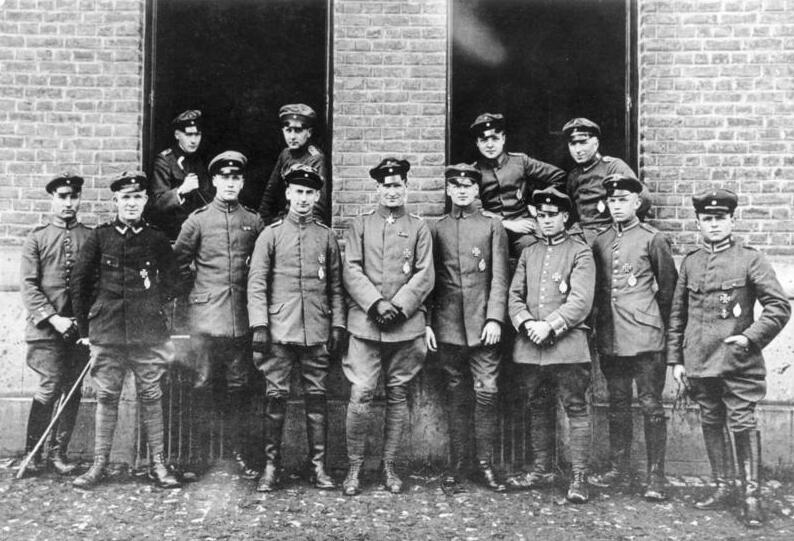
Angehörige der Jagdstaffelschule 26

Nach dem Besuch der Volksschule wurde Fruhner Schlosser. Bei Beginn des Ersten Weltkriegs meldete er sich freiwillig zur Fliegertruppe und wurde am 20. November 1914 nach Posen zur Flieger-Ersatz-Abteilung (FEA) 4 eingezogen, wo er zunächst als Monteur arbeitete. Anfang 1915 wurde er nach Graudenz versetzt, in Köslin an der Ostsee zum Flugzeugführer ausgebildet und nach bestandener Prüfung nach Graudenz zurück versetzt. Dort arbeitete er bis zu seiner Kommandierung an die Front noch einige Zeit als Fluglehrer. Im Mai 1916 kam Fruhner zur Fliegerabteilung 51 nach Russland, nahm hauptsächlich Beobachtungsaufträge wahr, blieb dort zehn Monate und zog im März 1917 mit der Abteilung in den Westen, ins Elsass.
Im Juli 1917 wurde er wunschgemäß zur Jagdstaffelschule 26 des Hauptmanns Bruno Loerzer nach Flandern versetzt. Bei dieser Staffel blieb Fruhner bis Kriegsende. Nach beiden Klassen des Eisernen Kreuzes wurde ihm am 3. August 1918 unter Beförderung zum Leutnant der Reserve das Goldene Militärverdienstkreuz verliehen. Im Ersten Weltkrieg wurde diese Auszeichnung lediglich 1760-mal an deutsche Soldaten verliehen.
Am 20. September 1918 stieß er im Luftkampf mit einem englischen Flugzeug zusammen. Beim Absprung mit dem Fallschirm zog er sich eine Verstauchung zu, so dass er längere Zeit aussetzen musste. Als er Anfang November 1918 wieder bei der Staffel eintraf, befand diese sich schon im dauernden Rückzug. Fruhner war außer bei der Fliegerabteilung (FA) 51 auch Mitglied bei der FA 20 und der Jagdstaffel (Jasta) 26. Im September 1918 war zum Orden Pour le Mérite vorgeschlagen worden, doch machte der Revolutionsausbruch eine Verleihung unmöglich.
Nach dem Ersten Weltkrieg betätigte sich Fruhner wieder aktiv in der Fliegerei und zwar bei der Deutschen Verkehrsfliegerschule Schleißheim. Im Jahre 1935 trat Fruhner als Kommandeur einer Flugschule (Brandenburg-Briest/Fliegerhorst) in die Luftwaffe ein. Bei Beendigung des Zweiten Weltkriegs hatte er den Dienstgrad eines Generalmajors.
Fruhner starb am 19. Juni 1965 in Villach, Österreich.